# 小行星5210
小行星5210（英語：5210 Saint-Saens）是一颗围绕太阳公转的小行星。1989年3月7日，佛蒙特·伯根在陶腾堡发现了此天体。
这颗小行星的绝对星等为74.35559284537268等。